# Clidemia fulva
Clidemia fulva là một loài thực vật có hoa trong họ Mua. Loài này được Gleason mô tả khoa học đầu tiên năm 1939.